# 小川正人 (教育行政学者)
小川 正人（おがわ まさひと、1950年3月1日 - ）は、日本の教育行政学者、東京大学名誉教授、放送大学名誉教授。
専攻は教育政策・行政学。文部科学省・第6期から9期中央教育審議会の副会長、初等中等教育分科会長、教育制度分科会長、学校の働き方改革特別部会長等のほか、政府の規制改革会議や福田・麻生政権の教育再生懇談会など政府・文部科学省の審議会委員、並びに東京都足立区教育委員等の地方自治体の委員、審議会長等を歴任。

## 略歴
岩手県岩手郡岩手町生まれ。1979年 東京大学大学院教育学研究科博士課程教育行政学単位取得退学。
1985年九州大学教育学部講師。1988年4月 同大学助教授。1990年「戦後教育財政制度の研究」で教育学博士（九州大学）。
1993年4月 東京大学教育学部助教授。
1997年3月 同大学大学院教育学研究科教授。
1998年4月～2000年3月　東京大学教育学部附属中学校・高等学校長。
2008年4月 放送大学教授（～2020年3月）。
2010年6月 東京大学名誉教授称号授与。
2020年4月 放送大学特任教授（～2022年3月末）。
2021年4月 兵庫教育大学大学院専門職課程（教育政策リーダーコース）客員教授（～現在）。
2022年4月 放送大学名誉教授称号授与。

## 著書（単著）
- 『戦後日本教育財政制度の研究』九州大学出版会 1991
- 『市町村の教育改革が学校を変える 教育委員会制度の可能性』岩波書店 2006
- 『教育改革のゆくえ 国から地方へ』ちくま新書 2010
- 『現代の教育改革と教育行政』放送大学教育振興会 2010
- 『日本社会の変動と教育政策ー新学力・子どもの貧困・働き方改革』左右社　2019

### 著書（編著）
- 『教育財政の政策と法制度 教育財政入門』編著 エイデル研究所 1996
- 『地方教育行政の改革と学校管理職』編 教育開発研究所 教職研修総合特集 新・管理職重点課題シリーズ 1998
- 『地方分権改革と学校・教育委員会』編著 東洋館出版社 1998
- 『学校の自主・自律実践マニュアル』編 教育開発研究所 教職研修総合特集 管理職選考グレードアップシリーズ 2000
- 『新・学校運営と教育行政ハンドブック』編 教育開発研究所 教職研修総合特集 新・管理職ハンドブック 2000
- 『分権改革と教育行政 教育委員会・学校・地域』西尾勝共編著 ぎょうせい 分権型社会を創る 2000
- 『子どもと歩む市川市の教育改革 地方教育委員会からの挑戦』最首輝夫共編著 ぎょうせい 2001
- 『合併自治体の教育デザイン 何から始め、どう取り組めばよいか』葉養正明共編著 ぎょうせい 2003
- 『校長・教頭のための最新教育改革ポイント整理 最新教育改革の重要施策をわかりやすく解説』編 教育開発研究所 教職研修総合特集 管理職教養ミニマム・エッセンシャルズ 2003
- 『義務教育改革 その争点と地域・学校の取り組み』編 教育開発研究所 教職研修総合特集 2005
- 『市民と創る教育改革 検証:志木市の教育政策』渡部昭男,金山康博共編 志木教育政策研究会著 日本標準 2006
- 『教育経営論』新訂 勝野正章共著 放送大学教育振興会 2008
- 『ガイドブック教育法』姉崎洋一,荒牧重人,金子征史,喜多明人,戸波江二,広沢明,吉岡直子共編 三省堂 2009
- 『教育行政と学校経営』勝野正章共編著 放送大学教育振興会 2012
- 『心理と教育を学ぶために』森津太子,山口義枝共編著 放送大学教育振興会 2012
- 『新訂版　ガイドブック教育法』一,荒牧重人,金子征史,喜多明人,戸波江二,広沢明,吉岡直子共編 三省堂　2015
- 『新基本法コンメンタール　教育関係法』荒牧重人、窪田真二、西原博史共編　日本評論社　2015
- 『日本の教育改革』放送大学教育振興会　岩永雅也共編著　2015
- 『新訂版　教育行政と学校経営』勝野正章共編著 放送大学教育振興会 2016
- 『学校の未来をつくる「働き方」改革』　教育開発研究所　2024

#### 論文（主な著書の分担執筆、学会紀要、等）
・「教師の勤務条件と人事」（『教師像の再構築』岩波講座：現代の教育ー危機と改革　第6巻　1998年）
・「教育への市民参加と自治体教育行政改革」（苅谷剛彦編著『創造的コミュニテイのデザインー教育と文
　　化の公共空間』　講座：新し自治体の設計　第5巻　2004年）
・「学力政策を支える教師の労働実態と課題」（東京大学・学校教育高度化センター編『基礎学力を問う
　　ー21世紀日本の教育への展望』　東京大学出版会　2009年）
・「義務標準法制改革と少人数学級政策」（東京大学大学院教育学研究科・基礎学力研究開発センター編
　　『日本の教育と基礎学力』　明石書店　2006年）
- 「政権交代と教育費政策」（日本教育行政学会年報『変動期の教育費・教育財政』　第36号　2010年）
- 「『素人』教育委員会と教育長の役割・権限関係の見直しーその論議と改革のオルタナティブ」

（日本教育学会紀要『教育学研究』第80巻第2号　2013年）
・「2014年地教行法改正と『新』教育委員会をめぐる課題ー『新』教育長と教育委員会の関係を中心に　　
　　－」（日本教育行政学会研究推進委員会企画『地方教育行政法の改定と教育ガバナンス』　三学出版　
　　2015年）
- 「市町村合併による県費負担教職員人事行政の変容」（川上泰彦・小川正人・植竹丘・櫻井直輝　共同執筆『国立教育政策研究所紀要』第146集　2017年3月）

- 「教育政策の構造転換」（日本教育経営学会・編『現代教育改革と教育経営』　講座・現代の教育経営　第1巻　学文社　2018年）
- 「学校の働き方改革と教育行政研究の課題ー政策過程における論点と施策選択肢－」（日本教育行政学会・研究推進委員会企画『教職員の多忙化と教育行政』福村出版　2020年）
- 「5章　新たな中間組織の模索ー和歌山県における教育事務所の廃止と教育支援事務所の試み」、「総括　近年の地方行政環境の変容と県‐市町村関係の新たな課題」、「13章　地域限定採用による中核教員の育成ー北海道」（本多正人・川上泰彦・編著『地方教育行政とその空間ー分権改革期における教育事務所と教員人事行政の再編』学事出版　2022年）

・「学校における安全配慮義務と安全衛生管理体制整備の取組み課題」（学校教育研究所『学校教育研究所年報』第66号　2022年5月）　

### 翻訳
- レオナード・J.ショッパ『日本の教育政策過程 1970～80年代教育改革の政治システム』監訳 三省堂 2005

## 注
1. ↑  『現代日本人名録』2002年
2. ↑  “小川 正人 | Author”. www.kyobun.co.jp. 2024年8月12日閲覧。
3. ↑  研究者情報